# Altkanarier
Mit Altkanarier (spanisch antiguos canarios) oder Urkanarier werden in der deutschsprachigen wissenschaftlichen Literatur die Bevölkerungen bezeichnet, die vor der europäischen Eroberung im 15. Jahrhundert auf den Kanarischen Inseln lebten. Sie kamen vermutlich in mehreren Wellen zwischen dem 5. Jahrhundert v. Chr. und dem 1. Jahrhundert n. Chr. aus dem Umkreis der Straße von Gibraltar. Nach dem 4. Jahrhundert n. Chr. lebten die Altkanarier bis in das 14. Jahrhundert in etwa steinzeitlichen Verhältnissen ohne Kontakt zur Außenwelt, abgeschieden auf den einzelnen Inseln. Nach der Eroberung der Kanarischen Inseln im Auftrag der Könige von Kastilien am Ende des 15. Jahrhunderts führten Maßnahmen der Eroberer dazu, dass die Altkanarier am Ende des 16. Jahrhunderts nicht mehr als ethnische Gruppen existierten. Die Chronik Le Canarien aus dem 15. Jh. gilt als die wichtigste zeitgenössische Quelle für Informationen über ihre Lebensweise.

## Bezeichnungen der Ureinwohner der Kanarischen Inseln
Die voreuropäischen Gesellschaften der Kanarischen Inseln bildeten trotz der räumlichen Nähe der sieben Inseln keine einheitliche Gruppe, die es erlauben würde, ihre vergangenen Kulturen gemeinsam zu erklären.
In der Vergangenheit wurde die Bezeichnung Guanchen häufig für die Ureinwohner aller Inseln der kanarischen Inselgruppe verwendet. Heute wird diese Bezeichnung in der Ethnologie und der Geschichtswissenschaft ausschließlich für die Urbewohner der Insel Teneriffa verwendet. Die Sammelbezeichnung Guanchen für die Ureinwohner der Gesamtheit der Kanarischen Inseln wird den bedeutenden kulturellen Unterschieden, die zwischen den Bevölkerungen der einzelnen Inseln bestanden, nicht gerecht.
Die spanische Bezeichnung Aborígenes hat, wie die deutsche Bezeichnung Eingeborene, einen abwertenden Charakter. Er enthält neokoloniale Vorstellungen und die Verbindungen der wirtschaftlichen, sozialen, politischen und kulturellen Abhängigkeit der Eroberten von den Eroberern. Die Bezeichnung ist darüber hinaus mit der Unterstellung verbunden, dass die Eingeborenen das Stadium der Zivilisation noch nicht erreicht hatten.
Die zur Zeit des Franquismus geprägte Bezeichnung Prehispánicos für die vor dem Jahr 1400 auf den Inseln lebende Bevölkerung wird heute vielfach abgelehnt. Er unterstellt, dass es in Spanien nur eine einzige, in allen Teilen gleiche „spanische“ Kultur gibt. Eine Unterstellung, die in der Zeit zwischen 1937 und 1975 zur Unterdrückung aller regional abweichenden Kulturerscheinungen auf der Iberischen Halbinsel führte. Darüber hinaus waren die Einflüsse anderer europäischer Kulturen nach der Eingliederung der Inseln in die Reiche der Krone von Kastilien von großer Bedeutung.
Die Bezeichnung vorspanische Bevölkerungen der Kanarischen Inseln (Bevölkerungen in der Mehrzahl, spanisch Poblaciones prehispánicas de las Islas Canarias) wird weiterhin in Spanien in den Gesetzen zum Schutz des kulturellen Erbes verwendet. Im Artikel 27 Absatz 4 des Autonomiestatutes der Kanaren von 2018 wird das ethnographische und archäologische Erbe der vorspanischen Eingeborenen (spanisch legado etnográfico y arqueológico de los aborígenes prehispánicos) als schützenswertes Kulturgut genannt. Die Bezeichnung Ureinwohner (spanisch indígena) hat einen beschreibend-objektiven Charakter und ist etymologisch der angemessenste und am wenigsten diskriminierende Ausdruck, um die ersten Bewohner der Kanarischen Inseln zu bezeichnen.

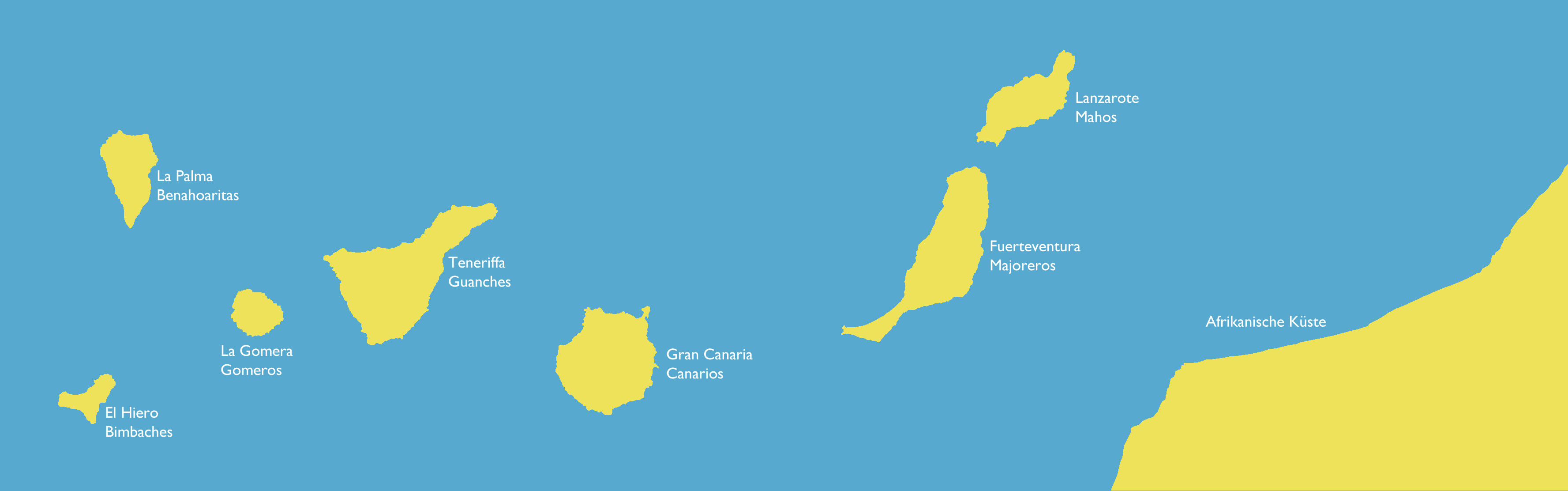
Die Namen der Ureinwohner der Kanarischen Inseln

Die ersten Bewohner der Insel Lanzarote werden als Majos oder Mahos bezeichnet, die der Insel Fuerteventura Majoreros oder wie die Bewohner der Insel Lanzarote auch Mahos, die der Insel Gran Canaria Canarios oder Canariotes, die der Insel Teneriffa Guanchen, die der Insel La Gomera Gomeros, die der Insel La Palma Benahoaritas oder Auaritas und die der Insel El Hierro Bimbaches oder Bimbapes.

## Erste Besiedlung der Kanarischen Inseln
Siehe auch: Geschichte der Kanarischen Inseln, Abschnitt Erste Besiedlung der Kanarischen Inseln
Über die Herkunft der Altkanarier, aber auch über die Art und Weise, wie sie auf die Inseln gelangt sind, gibt es viele Spekulationen und Vermutungen. Aufgrund der Funde, die zu Beginn des 21. Jahrhunderts bei archäologischen Ausgrabungen auf der Insel Lanzarote gemacht wurden, wird heute die Hypothese vertreten, dass die ersten Berührungen der Phönizier mit den bis dahin unbesiedelten Kanarischen Inseln, vermutlich mit der Gründung eines Stützpunktes auf diesen Inseln, etwa zur gleichen Zeit wie die Gründung von Lixus und Gades (etwa 1000 v. Chr.) stattfanden. Zu Beginn konnten sich die Siedlungen nicht selbst unterhalten, sondern waren von regelmäßigen Kontakten mit dem Mittelmeergebiet abhängig.
Mit der Ausdehnung Karthagos und der Gründung von Kolonien an der Atlantikküste scheint das Interesse an den Kanarischen Inseln zugenommen zu haben. Der Reisebericht Hannos des Seefahrers aus dem 5. Jahrhundert v. Chr. beschreibt die Gründungen von phönizisch-punischen Siedlungen an der Westküste Afrikas. Die Gründung von Kolonien auf den Kanarischen Inseln war für die Phönizier aus mehreren Gründen interessant: Sie bildeten sichere Stützpunkte für den Handel mit Afrika. Auf den Inseln gab es Orseille und Drachenblut zur Herstellung von Farbstoffen. Die fischreichen Gewässer und die guten Möglichkeiten der Salzgewinnung boten beste Voraussetzungen für die Herstellung von Garum. Es gab Fett und Ambra verschiedener Meeressäugetiere, die damals in der Gegend noch häufig vorkamen. Die Einrichtung von Niederlassungen auf den außerordentlich fruchtbaren Inseln mit Trinkwasser und Tälern, die für die Landwirtschaft geeignet waren, garantierte den Händlern und Seefahrern Sicherheit und das entsprechende Angebot an Dienstleistungen.
Die Ansiedlung begann offenbar auf Lanzarote, der östlichsten Insel. Die genaue Herkunft der angesiedelten Bevölkerung ist nicht geklärt. Sie kam mit Sicherheit aus dem unter der Herrschaft Karthagos stehenden Bereich um die Straße von Gibraltar. Die Besiedlung war keine einmalige Aktion, sondern ein kontinuierlicher Vorgang, der sich am Ende auf alle Inseln erstreckte. Vermutlich war die Herkunft der Siedler nicht einheitlich. Das ist eine Begründung für die bei ethnologischen und genetischen Vergleichen von archäologischen Funden festgestellten Unterschiede der Zusammensetzung der Bevölkerung der Inseln.
Der Fund einer Purpurwerkstatt auf der Insel Lobos deutet auf enge Wirtschaftsbeziehungen zwischen den Kanarischen Inseln und römischen bzw. den römisch beherrschten Gebieten Afrikas während des 1. Jahrhunderts v. Chr. und im 1. Jahrhundert n. Chr. hin. Diese Einbeziehung in den mittelmeerischen Wirtschaftsraum endete mit der Reichskrise des 3. Jahrhunderts.
Der Kontakt der Inseln mit Europa, aber auch untereinander war nicht mehr möglich, weil die Inselbewohner keine nautischen Kenntnisse hatten und auch keine Werkzeuge besaßen, um seegängige Schiffe zu bauen. In der Folgezeit, bis etwa ins 14. Jahrhundert, gerieten die Kanarischen Inseln in Europa in Vergessenheit. Auf den einzelnen Inseln entwickelten sich von der gemeinsamen Ausgangslage eigenständige Kulturen, die sich in Sprache, künstlerischen Ausdrucksformen, Religion und Sozialordnung unterschieden.

## Aussehen und Bekleidung

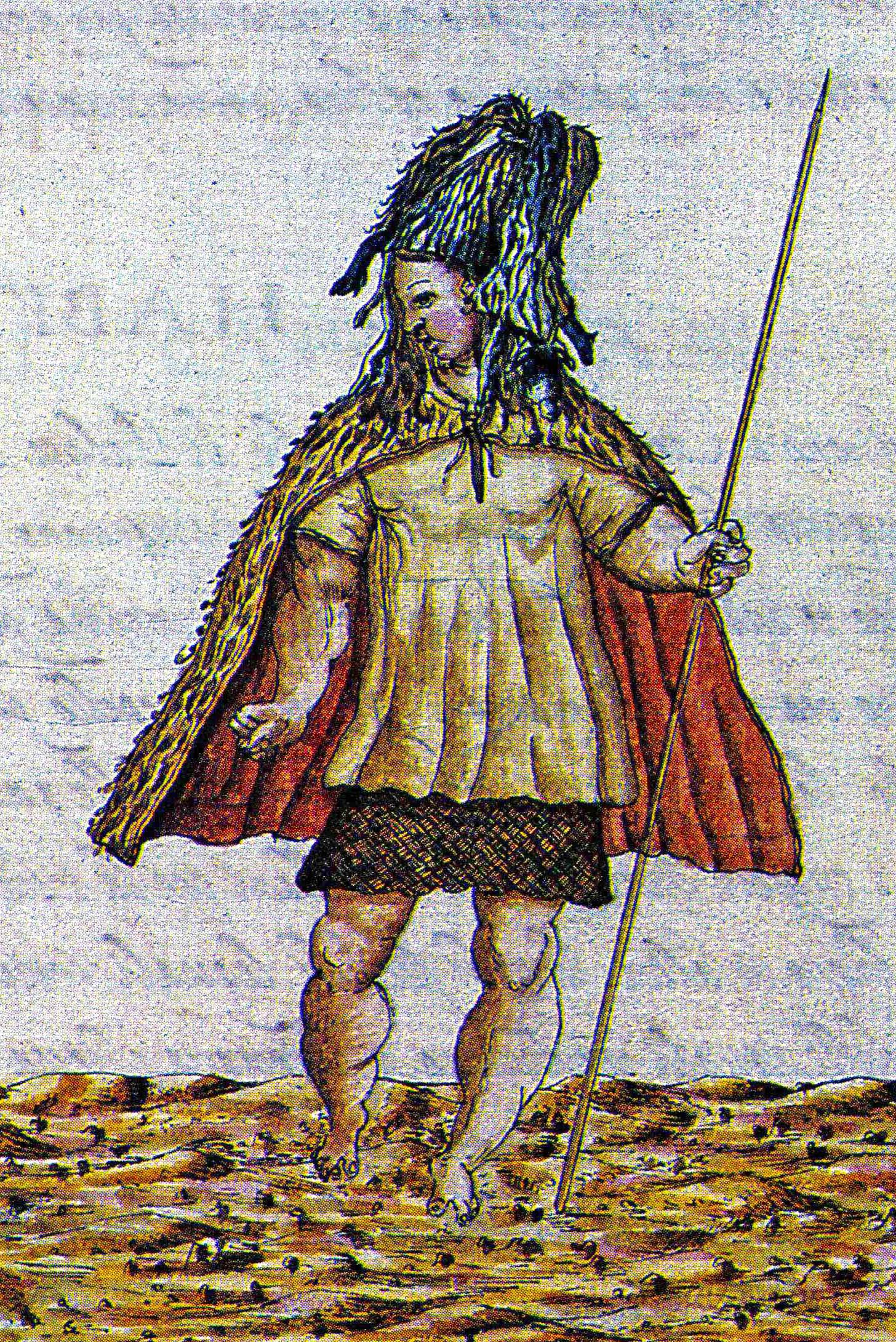
Ureinwohner der Insel Gran Canaria dargestellt Ende des 16. Jahrhunderts durch Leonardo Torriani

Das Aussehen und die Bekleidung der Altkanarier wird in verschiedenen Berichten ab dem 14. Jahrhundert beschrieben. Auch archäologische Funde geben Aufschluss darüber. Man geht heute davon aus, dass die Altkanarier dunkle Haare hatten und nur wenige blond waren. Blaue Augen kamen vor, waren aber nicht die Regel. Mit einer Körpergröße von etwa 1,70 m waren die Altkanarier größer als die durchschnittlichen Kastilier des 15. Jahrhunderts. Nur die Gomeros waren offenbar kleiner.
Die Bekleidung unterschied sich von Insel zu Insel erheblich. Generell wurde sie aus Ziegen- und Schaffellen hergestellt. Die Felle wurden auch zu weichem Leder gegerbt. Die Teile wurden mit getrockneten Sehnen und Darm oder Lederstreifen zusammengefügt. Dabei wurden Ahlen aus Knochen verwendet. Die tamarcos (Fellmäntel), die toneletes (kurze Röcke) und die anderen Kleidungsstücke waren auf Gran Canaria in verschiedenen Farben gefärbt, die aus Blumen und Kräutern gewonnen wurden. Die Canarios trugen auch kurze Röcke aus Palmblättern und dekorierten die Körper mit eingefärbten Stempeln. Da die Schafe der Altkanarier keine Wolle hatten, war Bekleidung aus Wolle unbekannt. Bei der Beschreibung der Bekleidung ist auffällig, dass mit der Zunahme der Kontakte zwischen den Ureinwohnern und den Europäern die von letzteren beschriebene Menge der Bekleidung zunimmt: von nahezu nackt bei Niccoloso da Recco im 14. Jahrhundert und im Le Canarien zu Beginn des 15. Jahrhunderts zu teilweise mehreren Lagen Fellen bei Torriani am Ende des 16. Jahrhunderts.

## Sprachen
Die Sprachen der Altkanarier werden unter dem Begriff Guanche zusammengefasst. Durch den fehlenden Kontakt der Altkanarier untereinander entwickelten sich bei den Bevölkerungen der Inseln in der Zeit der Abgeschiedenheit unterschiedliche Sprachen. Die Sprachen unterschieden sich so stark, dass zu Beginn der Eroberung die Übersetzer einer Insel nicht in der Lage waren, die Sprache der Bevölkerung der anderen Inseln zu verstehen. Historische Darstellungen, in denen behauptet wird, dass die Sprachen gleich seien, sind nach Ansicht der Historiker darauf zurückzuführen, dass die Berichtenden nicht zwei Sprecher gegenüberstellten, sondern die Gleichheit nur auf jeder Insel getrennt nach der Ähnlichkeit des Klangs beurteilten. Vergleiche von überlieferten Resten der Sprachen der Altkanarier zeigen Ähnlichkeiten mit den heute noch von den Berbervölkern Nordafrikas verwendeten Sprachen.

## Krankheiten und Verletzungen
Die schriftlichen ethnohistorischen Quellen enthalten keine Informationen über die Krankheiten der kanarischen Ethnien während ihrer Abgeschiedenheit. Das anthropologische Material ist nicht ausreichend, um sichere Aussagen über den Stand der Gesundheit der Bevölkerung während dieser Zeit zu geben und die Auswirkungen der Epidemien zu beurteilen, die seit der Mitte des 14. Jahrhunderts bis zum Ende des 15. Jahrhunderts eingeschleppt wurden. Nur für die Inseln Gran Canaria und Teneriffa können anhand gesicherter dokumentarischer und archäologischer Informationen Angaben über das Vorkommen bestimmter Krankheiten gemacht werden.
Wenn man den Gesundheitszustand der Kanarischen Mumien, die auf Teneriffa gefunden wurden, als repräsentativ für alle Guanchen ansieht, litten sie unter Karies, Osteoporose, Sinusitis, Rheuma, Arthritis, Tumoren, Deformationen der Wirbelsäule und wahrscheinlich Typhus. Histologische Untersuchungen verschiedener Mumien aus Teneriffa zeigten, dass sie an Atherosklerose litten. Vieles deutet darauf hin, dass viele Guanchen an Magen-Darm-Infektionen gestorben sind. Eine weitere Todesursache scheinen Ablagerungen von Kohlenstoff in der Lunge gewesen zu sein, die in direktem Zusammenhang mit dem Einatmen des Rauchs in den Wohnhöhlen standen. Beim Verzehr von Gofio, das mehr oder weniger feine Steinreste der Handmühlen enthielt, schliffen sich die Zähne der Altkanarier stark ab. Untersuchungen an verschiedenen Gruppen von Schädeln auf der Insel Teneriffa zeigten, dass sie zu 20 % irgendwelche Verletzungen aufwiesen. Auffällig daran ist, dass diese Verletzungen zu etwa 90 % überlebt wurden. In der Zeit nach den ersten Kontakten mit den Europäern brachen auf den Inseln Gran Canaria und Teneriffa Epidemien aus, denen große Teile der Bevölkerung zum Opfer fielen.
Auf den Inseln Teneriffa, La Palma und La Gomera wurden Schädel von männlichen Erwachsenen gefunden, die Spuren einer Trepanation aufweisen, die offenbar überlebt wurde. Die Werkzeuge, die dazu verwendet wurden, waren Steinsplitter aus Basalt. Der Außendurchmesser der Bohrlöcher betrug 1,25 bis 2,30 cm. Ob diese Eingriffe eine magische Bedeutung hatten oder therapeutische Maßnahmen waren, ist nicht zu klären.

## Gesellschaft
Die Aufteilung der Herrschaft über die Gebiete der einzelnen Inseln sowie die Struktur der Gesellschaft der Altkanarier sind nur aus Berichten europäischer Chronisten bekannt. Diese bieten eine Beschreibung der Zustände erst ab dem Beginn des 15. Jahrhunderts. Die davorliegenden 1.000 Jahre der Abgeschiedenheit der einzelnen Inseln von ihrer Umwelt können durch archäologische Forschungen nur in sehr geringem Maß erklärt werden. Zur Zeit der Eroberung gab es auf der Insel La Palma zwölf getrennte Herrschaftsgebiete, auf Teneriffa neun, auf La Gomera vier, auf Gran Canaria und Fuerteventura je zwei. Die Inseln Lanzarote und El Hierro waren nicht unterteilt. Dabei waren die Herrschaftsgebiete nicht unbedingt verfeindet. Ein Zusammenwirken gegen äußere Feinde, Heiraten über die Herrschaftsgrenzen hinaus oder das gemeinsame Feiern von Festen sind in verschiedenen Fällen überliefert. Die Herrschaftsgebiete werden auf Teneriffa als Menceyatos und auf Gran Canaria als Guanartematos bezeichnet. In den Chroniken der europäischen Besucher der Inseln ist meist die Rede von Stämmen, Parteien oder Königreichen.
Die Komplexe künstlicher Wohnhöhlen in Gran Canaria oder Hütten von großen Ausmaßen, wie sie bei Ausgrabungen auf La Gomera gefunden wurden, deuten darauf hin, dass die Großfamilie bei den Altkanariern eine Bedeutung hatte. In den prähistorischen Kulturen der Kanarischen Inseln war die Praxis der Exogamie über Herrschaftsgrenzen hinaus allgemein üblich. Das führte dazu, dass es Bündnisse zwischen den Gruppen gab, womit die zwischengebietliche Solidarität der Stämme gesichert wurde. Auf La Gomera war die soziale Endogamie untersagt. Die Männer eines Stammes heirateten grundsätzlich die Frauen eines anderen Stammes. Trotz verschiedener Berichte von einzelnen Inseln scheint die Polygamie nur in einzelnen Fällen oder zu bestimmten Zeiten vorgekommen zu sein. Von Lanzarote und Gran Canaria gibt es Berichte über Polyandrie. Gleichzeitige Hinweise auf Neonatizid von Mädchen deuten darauf hin, dass dies eine Maßnahme zur Verringerung des Bevölkerungswachstums war.
Auf den stark bevölkerten Inseln Gran Canaria und Teneriffa scheint ein gegliedertes Sozialsystem bestanden zu haben. Es wird berichtet, dass die Guanartemes und die Menceyes nur Angehörige der eigenen Familien heirateten. Von Gran Canaria sind Geschwisterhochzeiten zwischen adeligen Personen bekannt.

## Religion
Die schriftlichen Überlieferungen über die Religionen der Altkanarier erstrecken sich über die Zeit von der Mitte des 14. Jahrhunderts bis zum Ende des 16. Jahrhunderts. Sie sind sehr stark dadurch geprägt, dass die Autoren, in den meisten Fällen Angehörige des katholischen Klerus, die Informationen aus kirchlicher Sicht interpretierten. Archäologische Funde, bei denen ein Zusammenhang mit den religiösen Vorstellungen der Altkanarier angenommen wird, lassen auf erhebliche Unterschiede zwischen den Vorstellungen der Bewohner der verschiedenen Inseln schließen.

### Kosmogonie und Kosmologie
Die ältesten schriftlichen Aussagen über den Glauben zur Entstehung und Entwicklung der Welt der Altkanarier finden sich in der Bulle Ad hoc semper des Papstes Urban V. aus dem Jahr 1369. In diesem Dokument wird festgestellt, dass die Bewohner dieser Inseln Anbeter der Sonne und des Mondes seien. Die Chroniken der portugiesischen und italienischen Reisenden aus der Mitte und am Ende des 15. Jahrhunderts weisen auf einen Sternenkult der Altkanarier hin.
Es sind verschiedene Namen überliefert, mit denen die jeweils obersten Gottheiten bei den Altkanariern benannt wurden: „Achaman“ bei den Guanchen von Teneriffa, „Acoran“ bei den Canarios auf Gran Canaria, „Abora“ bei den Benahoaritas von La Palma, „Orahan“ bei den Gomeros und „Eraoranzan“ und „Moneiba“ bei den Bimbaches von El Hierro. Es wird davon ausgegangen, dass dies nicht nur unterschiedliche Namen für ein und dieselbe Erscheinung der Gottheiten waren, sondern dass die Ureinwohner der verschiedenen Inseln mit den Namen auch sehr unterschiedliche Vorstellungen verbanden.
In den kanarischen Kulturen war die Sonne als weibliche Gottheit zuständig für die Schöpfung, das Leben, die Fruchtbarkeit der Weiden und die Ernten.
Die Stellung des Mondes in der Hierarchie der Gottheiten der Altkanarier ist nicht genau bekannt. Über einen Mondkult auf den Inseln gibt es nur wenige Informationen. Der Mond spielte als Himmelskörper bei der Bestimmung des Jahreskreislaufes neben der Sonne eine bedeutende Rolle bei der Voraussage für die Naturabläufe. Durch die Beobachtung des Mondes war es z. B. den Benahoaritas möglich eine Wettervorhersage zu erstellen.
Einige Steinsetzungen und Petroglyphen an Fundstellen wie z. B. auf Gran Canaria, am Roque del Bentaiga (Tejeda) und Cuatro Puertas (Telde) sowie auf Lanzarote in der Zona Arqueológica de Zonzamas und auf Fuerteventura am Tablero de los Majos (Jandía) werden als astronomische Markierungen angesehen, mit denen der Beginn der Tagundnachtgleiche festgestellt wurde. In Gran Canaria gibt es darüber hinaus Orte wie die sogenannte Höhle der Sterne (Cueva de las Estrellas), eine künstliche Höhle in Artenara, die Teil eines gemeinsamen Kornspeichers war und bei der in einem der Räume viele weiße Punkte an die Decke angemalt sind, was als Darstellung von Sternen interpretiert wird.
Auf verschiedenen Inseln wurden Petroglyphen gefunden, deren Darstellungen als Hinweise auf Sonnen-, Mond- und Sternenkulte interpretiert werden. Archäologische Funde von Sternmotiven, die in Keramikgefäße eingeritzt sind, erlauben eine Gegenüberstellung mit den schriftlichen Überlieferungen. In ihnen zeigt sich die Bedeutung des Glaubens an die Sterne bei der Bevölkerung der Kanarischen Inseln. Die ethnohistorischen Quellen enthalten Hinweise darauf, dass auf allen Inseln an besonderen Tagen des Jahres Feste im Rahmen des Sonnenkultes gefeiert wurden.
Der Chronist Juan de Abreu Galindo schrieb in seiner 1632 erschienenen „Historia de la conquista de las siete islas de Gran Canaria“, dass die Ureinwohner von La Palma den Roque de Idafe als Stütze des Himmels ansahen, die zusammenbrechen könnte und sie dann erschlagen würde. Dies wird von einigen Historikern als eine Vorstellung von einer Weltachse interpretiert, wie sie in den Kosmogonien verschiedener Völker vorkommen.  Sicher ist zumindest, dass nahezu alle Berge als heilige Orte angesehen wurden die mit den Gottheiten in Verbindung gebracht wurden.

### Gute und böse Geister
Die Altkanarier stellten sich vor, dass gute Geister am Himmelsgewölbe sich gegen die bösen Kräfte stellten, die sich in der Welt unter der Erde befanden und negative Wirkungen auf Personen und Tiere hatten. Bei den Guanchen auf Teneriffa gab es heilige Orte, an denen sich die Geister der Personen aufhielten, die wegen ihrer Heldenhaftigkeit von der Gemeinschaft in guter Erinnerung behalten wurden. Die Altkanarier glaubten auch an böse Geister, die ihnen Angst machten und denen sie die Herkunft von Krankheiten und anderen Übeln zuschrieben. Das waren die Tibicenas von Gran Canaria, unglaublich große Hunde und vermutlich Meeresschildkröten in Gran Canaria. Die Gomeros glaubten, dass Hirguanes, dämonische Wesen, auftauchten, die als missgestaltete Wesen oder Ziegenböcke, die sich auf die Hinterbeine erhoben, Menschen und Tiere angriffen. Bei den Benahoaritas von La Palma trat der böse Geist Iruene in fantastischer und schreckenerregender Gestalt großer wolliger Hunde in den Wäldern auf. Die Guanchen sahen den Teide als einen Ort an, an dem sich die Geister der Vorfahren aufhielten, die verurteilt waren eine Strafe zu erhalten. Dort hielt sich auch der böse Geist Guayota auf.
Es gab verschiedene Formen der Verbindung der Lebenden mit den Geistern der toten Vorfahren. Auf Teneriffa schwor ein neuer Menceye oder Stammesführer auf einen Knochen des Gründers seines Familienzweiges, und verschiedene Personen opferten sich freiwillig, um Nachrichten von den Lebenden zu den Toten mitzunehmen. In der Morgendämmerung besonderer Festtage riefen die Ureinwohner Fuerteventuras und Lanzarotes die Geister der Vorfahren an, die in Form von Wolken über das Meer kamen.

### Kultstätten

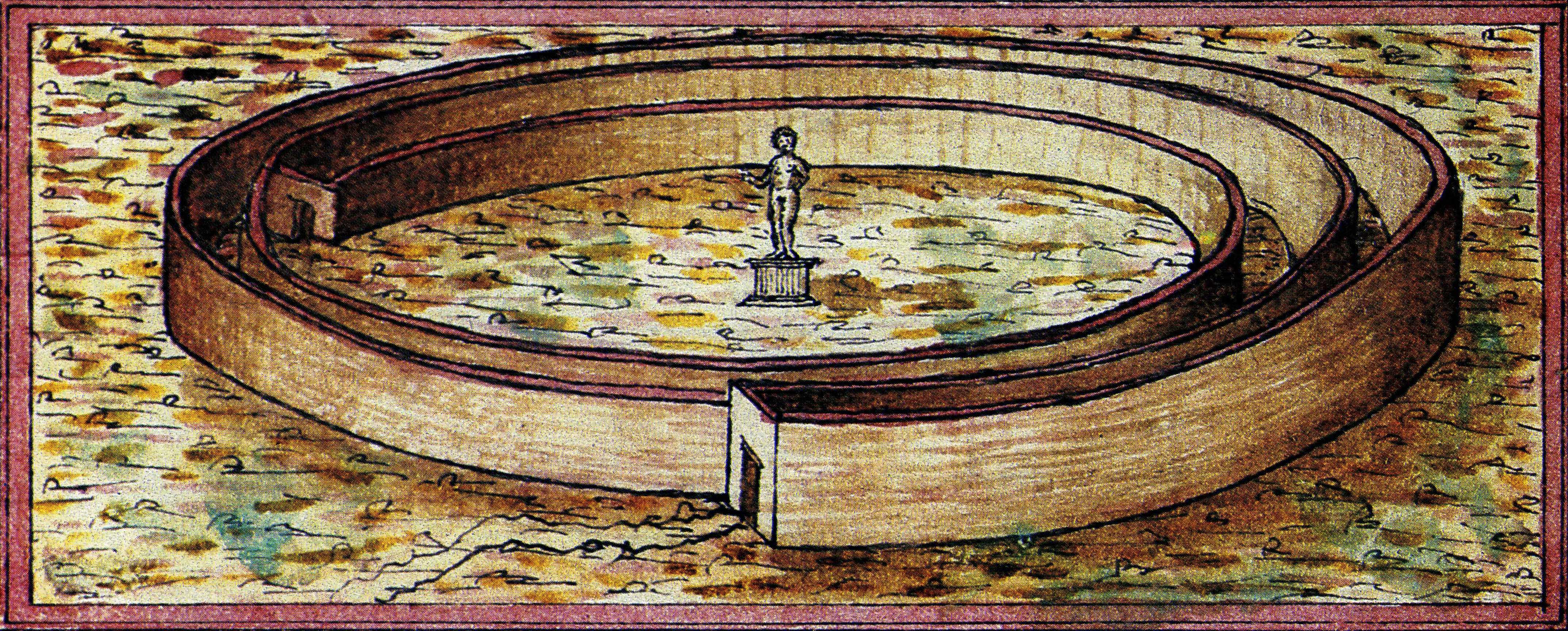
„Efequén“, Kultstätte der Ureinwohner, dargestellt Ende des 16. Jahrhunderts durch Leonardo Torriani

Verschiedene schriftliche Berichte aus der Zeit vor und während der Unterwerfung der Inseln beschreiben, dass die Ureinwohner ihre Götter sowohl in dafür errichteten Bauwerken als auch an besonderen Orten, vor allem auf den Höhen der Berge anbeteten. Auf allen Inseln gibt es auf den Spitzen der Berge archäologische Hinweise auf Anlagen, die keine menschliche Siedlungen waren, sondern magisch-religiösen Praktiken dienten. Ein großer Teil der bisher identifizierten Kultstätten befindet sich unter freiem Himmel. Es wurden nach 1980 immer mehr, meist künstlich angelegte Höhlen gefunden, denen aufgrund ihrer Ausstattung und ihrer Felsgravuren eine religiöse Bedeutung zugesprochen wird. Die Efequénes, mit Steinmauern umfasste Tempelbezirke der vorkolonialen Bewohner Lanzarotes und Fuerteventuras, waren Bauwerke mit einem kreisförmigen Eingangsweg zu einem zentralen Gelände, auf dem Opferrituale an die Götter stattfanden.
Die Benahoaritas feierten ihren Sonnenkult, indem sie an einer bestimmten Stelle Steine auf einen Haufen stapelten. In einigen dieser „Pyramiden“ wie der am Roque de los Muchachos (Garafía) wurden Steine mit spiralförmigen und kreisförmigen Einkerbungen gefunden. Ähnliche Steinhaufen sind aus Gran Canaria bekannt.

### Priester und Wahrsager
Nicht nur Männer, sondern auch einige Frauen, die allgemein als Priester (Sacerdotes) und Wahrsager (Adivinos) bezeichnet werden, hatten die Aufgabe, die Zeichen zu deuten, die von den Gottheiten ausgesandt wurden. Sie waren verantwortlich für die Weiterführung der überlieferten religiösen Traditionen der Gemeinschaft, das Feiern der Feste, den Vollzug von Ritualen und auf einigen Inseln für die Vorhersage von Ereignissen, die das Leben der Gemeinschaft betrafen.
In Gran Canaria sind diese Priester als Faycán bekannt. Sie waren üblicherweise Mitglieder der Familie des örtlichen Oberhaupts, des Guanartemes. Ihnen waren außer den religiösen Aufgaben auch wirtschaftliche Funktionen anvertraut. Sie waren unter anderem verantwortlich für die Verwaltung der Kornspeicher des Guanarteme, in denen Abgaben der Bevölkerung gelagert wurden. Sie waren auch zuständig für die Verteilung dieses Korns in Notzeiten. Bei den Guañameñe genannten Priestern der Ureinwohner Teneriffas ist nicht eindeutig klar, ob es nur einen auf der Insel gab oder ob dieses Amt in jedem der neun unabhängigen Gebiete (Menceyatos) getrennt bestand. Von den anderen Inseln mit sehr unterschiedlichen sozialen und wirtschaftlichen Organisationen sind kaum genaue Informationen über die Stellung der Priester überliefert. Ihre wesentliche Bedeutung lag dort offenbar im Abhalten gemeinschaftlicher Feiern, als Vermittler sowohl zwischen den Menschen und den Geistern oder der höheren Wesen und wie auch als Vorhersager der Zukunft.

### Rituale
Nahezu auf allen Inseln gibt es Fundstätten, die meisten in höher gelegenen Gegenden der Berge, die unter anderem mit der Feier von Ritualen zur Förderung von Regen in Zusammenhang gebracht werden. An einigen dieser Orte wurden eine Reihe von Vertiefungen gefunden, kleine Gruben die manchmal untereinander durch kleine Kanäle verbunden sind, in denen Milch, Blut oder Wasser als Opfergabe verschüttet wurde. In den Gesellschaften, in denen der Ahnenkult ein bedeutender Teil dieser Rituale war, glaubte man, dass die Geister der Vorfahren verantwortlich waren den Weg der Wolken und den Fall des Regens zu bestimmen. Von einem Ritual der Altkanarier, mit dem sie von den höheren Wesen Regen erflehten, wird von verschiedenen Inseln berichtet, und alte Ortsbezeichnungen deuten auf die Orte hin, an denen solche Rituale stattfanden: Wenn die Niederschläge, besonders zur Zeit der Aussaat des Korns oder des Aufkeimens der Wiesen fehlten, brachten die Ureinwohner ihre Schafe und Ziegen an einen geheiligten Ort und sperrten sie dort ohne Futter ein. In dem Maß, in dem sich der Hunger der Tiere vergrößerte, fingen sie an mit einem ohrenbetäubenden Geschrei zu meckern und zu blöken. Zusammen mit den Gesängen und den frenetischen Tänzen der Menschen sollten die höheren Wesen auf die Bitten aufmerksam gemacht werden und das gewünschte Wasser regnen lassen.
Es gibt aus dem 16. Jahrhundert eine Reihe von Berichten, in denen die Fruchtbarkeits-, Ernte- und Einführungsriten für Heranwachsende beschrieben werden, wie sie die Ureinwohner vor der Christianisierung gefeiert haben sollen. Da sie meist aus Zeiten mehr als hundert Jahre nach der Eroberung stammen, sind diese Berichte stark von den neuen kulturellen Veränderungen geprägt.

## Bestattung
Der größte Teil der Beisetzungen der Altkanarier fand vermutlich in Höhlen statt. Dass ein großer Teil der heute bekannten Begräbnishöhlen in schwer zugänglichen Bereichen abgelegener Täler (Barrancos) gefunden wurde, kann zum Teil auch daran liegen, dass die Beisetzungsorte, die einfacher zugänglich waren, bereits im 19. Jahrhundert von Grabräubern geplündert wurden. Auf verschiedenen Inseln fand man auch Erd- und Hügelgräber. Die Anzahl der bestatteten Verstorbenen pro Beisetzungsstelle war unterschiedlich. Es gab Einzelgräber, Familiengräber, aber auch Stellen, an denen eine große Anzahl von Toten über längere Zeit beigesetzt wurden. Gemeinsam ist allen Beisetzungen, dass ein dauernder direkter Kontakt der Verstorbenen mit der Erde vermieden wurde. Dazu wurden die Leichen auf Tragen aus Holz, auf Unterlagen aus geflochtenen Zweigen oder auf aus Steinplatten errichteten Sockeln gelagert, um durch Luftzirkulation die Bodenfeuchtigkeit abzuhalten. In der Chronik Le Canarien wird im Kapitel 33 von einer Feuerbestattung auf Lanzarote berichtet. Auf den Inseln El Hierro, Teneriffa, La Palma, Fuerteventura und Lanzarote gibt es archäologische Hinweise auf Feuerbestattungen. Konservierungen der Leichname durch Trocknen oder auch zusätzliche Mumifizierungen sind von einigen Inseln bekannt. Die Verstorbenen wurden offenbar entsprechend ihrem sozialen Status getrocknet oder mumifiziert und in eine große Anzahl von Ziegenfellen eingenäht. Die Bedeutung, die eine Person zu Lebzeiten hatte, zeigt sich auch in der Reichhaltigkeit der Grabbeigaben. Dazu zählten Hirtenstäbe, Werkzeuge, Waffen und Schmuck sowie Tongefäße (ganigos), die mit Milch oder Schmalz gefüllt waren. In der Archäologie gelten Grabbeigaben als offensichtlicher Beweis für den Glauben an ein Leben nach dem Tod.

## Wohnstätten
In Berichten aus der Zeit der Eroberung der Inseln wird, zumindest von den östlichen Inseln, immer wieder berichtet, dass die Menschen in einer großen Zahl von Dörfern zusammenlebten. Ein großer Teil der Wohnstätten der Altkanarier befand sich in Gruppen von mehreren Höhlen oder Häusern. Innerhalb dieser Siedlungen gab es nicht nur Wohngebäude, sondern auch Kornspeicher und Kulträume. Eine Nekropole oder einzelne Beisetzungshöhlen vervollständigte in einigen Fällen die Niederlassung. Historische Quellen erwähnen auf Gran Canaria die Existenz von Städten wie Telde, Agüimes, Arguineguín zusammen mit einer Ansammlung von 32 bewohnten Orten vor dem Beginn der Eroberung 1478.

### Höhlen
Durch den vulkanischen Ursprung der Kanarischen Inseln gibt es auf einigen Inseln eine große Anzahl von Blasenhöhlen und Lavaröhren. Der größte Teil der Altkanarier lebte in solchen Höhlen. Der Komfort dieser Art von Wohnungen lag über dem der aus Stein gebauten Häuser. Die Höhlen boten mehr Platz, besseres Licht, bessere Belüftung, sie waren meist trocken und besser klimatisiert. Ihre glatten Wände eigneten sich, um Petroglyphen einzuritzen oder, wie auf Gran Canaria, Malereien anzubringen. Der Aufwand natürliche Höhlen herzurichten war erheblich geringer als der Bau von Häusern mit ähnlichen Ausmaßen. Archäologische Funde weisen darauf hin, dass einige Höhlen über mehrere Jahrhunderte bewohnt waren und auch nach der Eroberung weiter genutzt wurden.
Die Urbevölkerungen von La Palma und Teneriffa wohnten zum größten Teil in natürlichen Höhlen an den Rändern der Barrancos. El Hierro besitzt nur wenige natürliche Höhlen. Die vorhandenen liegen selten so, dass sie geeignet sind, eine Ortschaft zu bilden. Aufgrund der Höhenstrukturen wurden die natürlichen Höhlen auf der Insel Lanzarote nicht sehr häufig genutzt. Die wenigen bekannten Fälle sind trotzdem von besonderer Bedeutung. Auch auf Fuerteventura wurden in verschiedenen Lavaröhren bedeutende archäologische Funde gemacht, die auf eine zeitweise Nutzung als Wohnungen hinweisen. Aus den geologischen Gegebenheiten der Insel La Gomera ergibt sich, dass es nur an wenigen Stellen Höhlen gibt.
Die Höhlen der Kanarischen Inseln sind zum Teil von Natur aus in mehrere Kammern geteilt. Üblicherweise wurde ein Teil des Eingangs mit einer nicht bis an die Decke reichenden Trockenmauer verschlossen. Im Inneren der Höhle fand das Leben vorrangig in dem Bereich des Eingangs statt, um das natürliche Licht zu nutzen. Verschiedene Höhlen wurden künstlich erweitert oder durch Mauern in verschiedene Bereiche unterteilt. In einigen Fällen ist nachgewiesen, dass die „Küche“ vom „Wohn-Schlafzimmer“ getrennt war. In anderen Fällen befand sie sich in einer kleinen Höhle in der Nähe. Der Nachteil der natürlichen Höhlen besteht häufig in der Lage. Sie befinden sich nicht immer an Stellen, die als Siedlungszentrum für die Landwirtschaft und Viehzucht betreibenden Altkanarier geeignet waren. Ihre Zugänge liegen häufig mehrere Meter über dem Grund eines Barrancos.
Die natürliche Höhle war auf Gran Canaria die häufigste Wohnform. Auf dieser Insel wurde aber auch eine große Anzahl künstlicher Höhlen gefunden, die in den leicht zu bearbeitenden vulkanischen Tuffstein gehauen waren. Der Grundriss und die Struktur dieser Höhlen sind sehr unterschiedlich. Sie reichen von sehr einfachen Formen bis zu Höhlen, die einen zentralen Raum besaßen, an den sich andere Räume seitlich anschlossen. Einige dieser Höhlen waren durch Treppen und Rampen miteinander verbunden.

### Häuser und Hütten
In Gegenden, in denen es gute Lebensbedingungen, aber keine Höhlen gab, bauten die Altkanarier Häuser aus Stein. Die Mauern der Häuser auf Gran Canaria wurden ohne Mörtel erstellt. Gelegentlich wurden große Steinquader aus Basalt verwendet, die 1–1,5 m lang waren. Während die Außenmauern häufig einen runden oder ovalen Grundriss zeigten, war der Innenraum meist rechteckig oder kreuzförmig. Die im 17. Jahrhundert von Abreu Galindo beschriebenen runden Wohngebäude der Bimbaches auf El Hierro mit einem Durchmesser von 6–8 m, in denen 20 und mehr Erwachsene mit ihren Kindern gelebt haben sollen, wurden bisher nicht gefunden. Eine normale Siedlung in La Gomera bestand aus einer großen Hütte mit 3,5 bis 5 m Durchmesser und zwei bis sechs kleinerer mit einem Durchmesser von 1,2 bis 2,00 m.
Bei den Casas hondas (tiefe Häuser) die auf den östlichen Inseln gefunden wurden, waren die meist runden Grundflächen in die Erde gegraben, so dass die Hälfte der Wohnung oder etwas mehr unter dem Niveau der Erde lag. Die Trockenmauern, die aus unbehauenen, aber gleichmäßig geformten Steinen errichtet waren, ragten darüber hinaus. Aufgrund dieser Bauweise hatten die Gebäude ausgeglichenere Temperaturen und waren nicht so sehr dem Wind ausgesetzt. Der schmale Eingang in Richtung der dem Wind abgewandten Seite hatte eine kleine Steintreppe. Das Dach bestand aus Steinen, die als Kraggewölbe angeordnet waren. Diese Art von Gebäude wurden sowohl zum Wohnen als auch als Lagerräume genutzt.
In entfernteren Weidegebieten wurden Reste einzelner Hütten gefunden, die nur für den zeitweiligen Aufenthalt ausgestattet und nicht als Dauerwohnstätten gedacht waren.

## Wirtschaft
Die archäologischen Funde und die schriftlichen Überlieferungen im Bezug auf die Altkanarier bieten nicht genug Informationen, um wirtschaftliche Zusammenhänge aufzuzeigen, die untrennbar mit der Gesamtheit der sozialen und politisch-institutionellen Beziehungen verbunden sind. Sichere Aussagen können über den Teilbereich der Erzeugung und den Verbrauch der Nahrungsmittel gemacht werden. Die Ernährungsweise war nicht auf allen Inseln gleich. Die Analysen der anthropologischen Funde zeigen eine große Bedeutung von Pflanzen bei der Ernährung der Canarios, während die Ernährung der Guanchen reicher an tierischem Eiweiß war. Die ethnohistorischen Quellen stellen darüber hinaus einen erhöhten Verbrauch von Fleisch bei den Benahoaritas fest. Die Ökosysteme Lanzarotes und Fuerteventuras erlaubten keine bedeutende Sammelaktivität von pflanzlichen Produkten. Daraus ergab sich dort ein höherer Konsum von Fleisch.

### Sammeln
Besonders auf La Gomera und La Palma sammelten die Ureinwohner die Früchte bestimmter Pflanzen des Lorbeerwaldes (Erdbeerbaum, Kanaren-Glockenblume, Fayal-brezal, Acker-Rose, Visnea mocanera) und Farnwurzeln, die, an der Sonne getrocknet und dann zusammen gemahlen, mit einer Portion gerösteter Gerstenkörner gegessen wurden. Es ist wahrscheinlich, dass die Ureinwohner Lanzarotes und Fuerteventuras in Zeiten der Knappheit die gerösteten und gemahlenen Samen des Cosco aßen, einer Pflanze, die am Strand der Halbwüsten wächst. Die Kanarische Dattelpalme wächst wild in den unteren und mittleren Bereichen der Inseln einschließlich der feuchten Täler von Lanzarote und Fuerteventura. Es ist außerdem möglich, dass Landarbeiter der Ureinwohner die Verbreitung förderten. Wie die Palmen könnten sich auch Feigenbäume von selbst verbreitet haben.

### Jagd
Ein großer Teil der autochthonen Tierwelt ist heute durch die Zerstörung der natürlichen Umgebung verschwunden. Auf den Inseln soll es damals Eidechsen von der Größe einer Katze gegeben haben. Bis ins 15. Jahrhundert gab es Mönchsrobben (spanisch lobos marinos) auf der Insel Lobos (der Name leitet sich von diesen Tieren ab), auf Lanzarote und vermutlich auf Fuerteventura. Der Fang dieser Tiere brachte den Ureinwohnern nicht nur eine wichtige Versorgung mit Fleisch, sondern wegen der Dicke und der Qualität des Leders ebenso das beste Material für die Herstellung von Schuhen und Bekleidung.

### Landwirtschaft
Auf allen Inseln scheint es zumindest Ansätze einer Landwirtschaft gegeben zu haben. Dies ist nicht immer durch historische Berichte belegt. Untersuchungen menschlicher Überreste ergaben, dass ein großer Teil der Nahrung aus Getreide bestand, eine Menge, die nur durch Sammeln wildwachsender Pflanzen kaum zu erreichen war. Auf Teneriffa ist die landwirtschaftliche Tätigkeit der Ureinwohner auf der Nordseite der Insel zwischen der Küste bis zu einer Höhe von 300 m und auf der Südseite in mittleren Höhenlagen nachgewiesen. Dort befanden sich die meisten dauerhaft bewohnten Siedlungen. Es wird berichtet, dass die Saat bewässert wurde. Gran Canaria hat ausgedehnte Ebenen an der Küste und Terrassen mit guten Böden für den Anbau an den Rändern der zahlreichen Barrancos. Bäche und Kanäle leiteten das Wasser auf die zu bewässernden Landstücke. Es deutet alles drauf hin, dass die Bewässerung ein bedeutendes Ausmaß erreicht hatte. Dieser hohe technische Standard der Landwirtschaft konnte auf den weniger bevölkerten Inseln nicht nachgewiesen werden.
Die landwirtschaftliche Tätigkeit konzentrierte sich auf den Anbau von Gerste, Weizen und verschiedene Arten von Hülsenfrüchten. Gerste war das wichtigste pflanzliche Nahrungsmittel auf allen Inseln. Es war eine besondere Art von Gerste mit großen dicken Körnern. Die Erträge waren sehr hoch. Das Getreide und auch die Hülsenfrüchte wurden geröstet und in Handmühlen zu Gofio verarbeitet.

### Sammeln von Meeresfrüchten und Fischfang
Häufig gefundene Haufen von Muschelschalen und anderer Abfälle auf allen Inseln zeigen, dass Meeresfrüchte (Schnecken und Napfschnecken) gegessen wurden. In archäologischen Fundstellen wurden Reste verschiedener Fische wie Meerpfauen, Gemeinen Meerbrassen, Buntbarschen und Sardinen gefunden. Der Fang wurde mit Fischschleusen (spanisch corrales) die zwischen den Felsen errichtet wurden, bewerkstelligt. Das waren durchlässige Steinmauern, die bei Flut unter der Wasseroberfläche lagen und bei abfließendem Wasser die Fische zurückhielten. Diese wurden mit der Milch von Euphorbien gelähmt, um sie leichter fangen zu können. Es wurden aber auch Angelhaken aus Knochen und Reusen und Netze aus Binsen verwendet.

### Viehwirtschaft
Ziegen machten den größten Teil des Viehbestandes aus. Sie waren an die Verhältnisse auch der östlichen Inseln, auf denen das Wasser oft knapp ist, gut angepasst. Diese Tiere mussten nur alle zwei bis vier Tage Wasser bekommen und vertrugen außerdem hohe Konzentrationen von Salz im Wasser. Sie fraßen auch bittere Pflanzen und für andere Tiere und die Menschen giftigen Stechginster. Sie hatten ein geringes Stockmaß, ein schwarzes oder braunes Fell und kurze Hörner. Die kleinen Schafe hatten ein glattes Fell, von dem keine Wolle geschoren wurde. In der Chronik Le Canarien heißt es, dass es um das Jahr 1400 auf Fuerteventura 60.000 Ziegen und Schafe gab. Das Vorhandensein von Schweinen ist dokumentiert. Diese Tiere fanden im Unterholz des Lorbeerwaldes nahezu frei lebend ihr Futter. Hunde bewachten die Herde und das Haus. Ihr Fleisch wurde aber auch gegessen.
Ziegen und Schafe wurden auf drei unterschiedliche Arten gehalten: Kleine Herden, die in der Nähe der Siedlungen zur Versorgung mit frischer Milch gehalten wurden, waren unter der Pflege der Frauen und Kinder. Große Herden unter der Führung von erwachsenen Hirten sorgten für Käse und Fleisch. Eine weitere Gruppe von Ziegen lebte frei, weit entfernt von den Siedlungen in Gebieten, in denen es nur eine schlechte Futterversorgung gab. Sie wurden jährlich gefangen und ihr Bestand den vorhandenen Lebensbedingungen angepasst.

## Gegenstände des täglichen Gebrauchs
Bei archäologischen Ausgrabungen auf den Inseln wurde eine große Anzahl von Gegenständen gefunden, die Auskunft über die Lebensbedingungen und die technischen Fertigkeiten der Altkanarier geben. Da nutzbare Metalllagerstätten fehlten, hatten die Ureinwohner der Inseln keine Metallwerkzeuge.

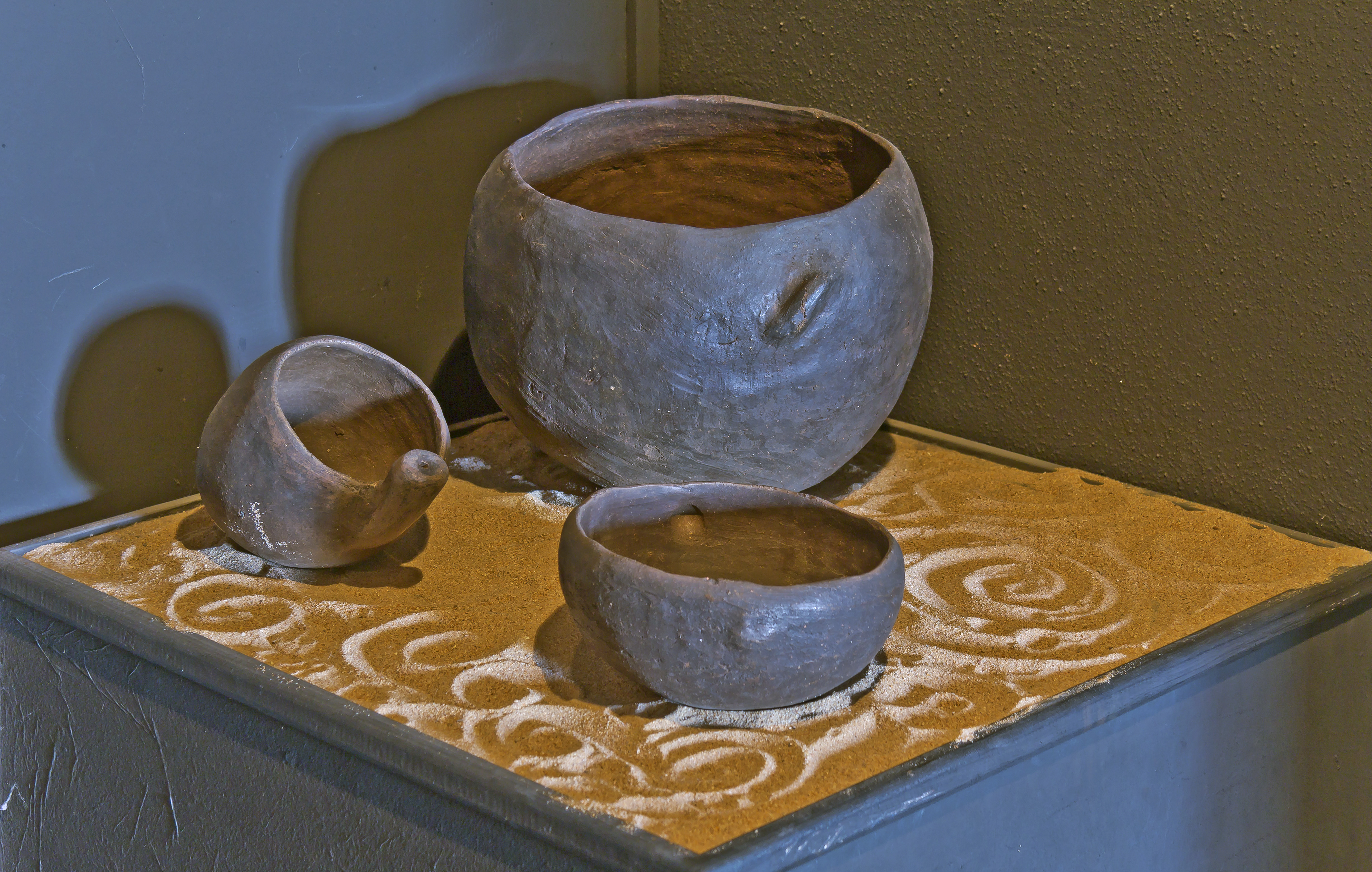
Tongefäße im Museo Arqueológico del Puerto de La Cruz

### Keramik
Von den Altkanariern hergestellte Gefäße aus Ton wurden in einer Aufbautechnik ohne Töpferscheibe hergestellt. Dabei ist auffällig, dass sowohl in den Formen als auch in den Dekorationen kaum Ähnlichkeiten zwischen den Produkten der Ureinwohner der verschiedenen Inseln bestehen. Nach dem Formen und dem Einritzen von Mustern wurden die Gefäße an der Sonne getrocknet und später gebrannt. Die „Brennöfen“ waren nichts anderes als eine Grube im Boden, in der auf den Grund Brennholz gelegt wurde, um eine möglichst heiße Glut zu erzeugen, um die Gefäße darin zu brennen. Es wurde dazu auch Brennholz über die zu brennenden Objekte geschichtet. Die vorherrschende Färbung der Keramik liegt zwischen Orangerot bis Ocker. Die Technik des reduzierten Brandes, bei der die Sauerstoffzufuhr vermindert war, wie sie hauptsächlich bei den Keramiken aus El Hierro und La Palma angewendet wurde, führt zu der typischen Grau- oder Schwarzfärbung der Gefäße dieser Inseln. Nur von Gran Canaria sind zusätzliche Bemalungen der Tonobjekte bekannt.

### Stein
Basalt, Trachyt und Phonolith waren die am häufigsten für die Herstellung von Werkzeugen verwendeten Steinarten. Für Schneidewerkzeuge wurden auch Feuersteine verwendet. Eine bedeutende Rolle spielen die meist zu den Steinen gerechneten Obsidiane. Sie sind das optimale Material für Schneidegeräte. Obsidian kommt auf La Palma und Teneriffa häufiger, auf anderen Inseln seltener oder gar nicht vor. Aus Obsidianen, aber auch aus anderen Steinmaterialien wurden Schneidegeräte hergestellt, um Tiere zu zerlegen, Felle und Leder zu bearbeiten oder Gegenstände aus Holz oder Tierknochen herzustellen. Auf allen Inseln wurden runde Mühlen gefunden, die aus einem Oberteil bestanden, das genau in ein Unterteil eingepasst war. In der Mitte des Oberteiles befand sich eine Öffnung, in der das Mahlgut, meist geröstete Gerstenkörner, eingefüllt werden konnte. Die Petroglyphen wurden mit Steinwerkzeugen in die Felsen geschlagen oder geschabt.

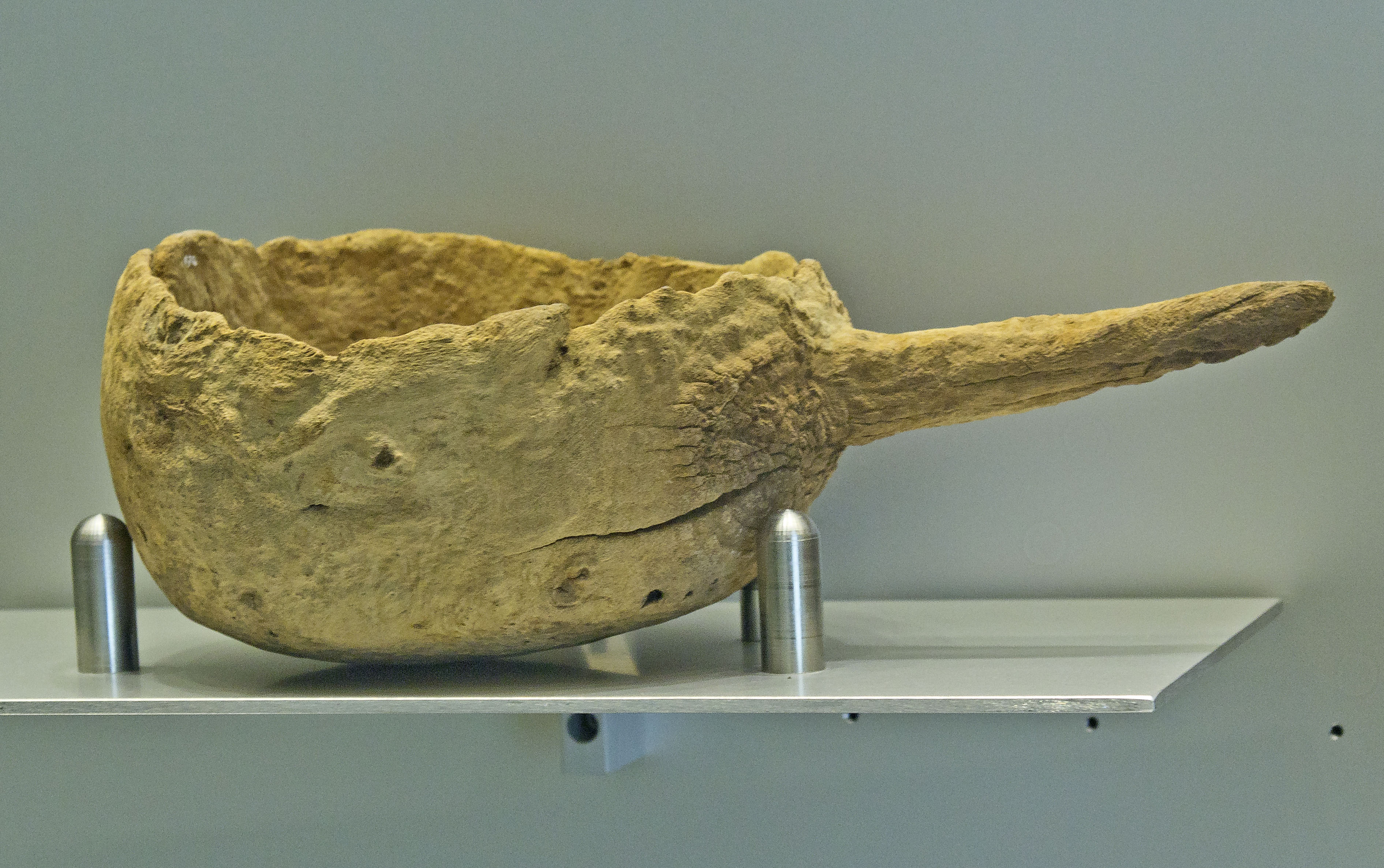
Holzgefäß im Museo de Naturaleza y Arqueología

### Holz
Die geringe Haltbarkeit von pflanzlichen Materialien führte dazu, dass heute nur wenige Gegenstände erhalten sind. Die Gegenstände wurden meist aus dem Holz des Lorbeerbaums, des Wacholders oder der Kanarischen Kiefer hergestellt. Die bedeutendsten Fundstücke sind kleine Lanzen, deren Spitzen im Feuer gehärtet wurden, Hirtenstäbe und Stäbe für den Hirtensprung (spanisch Garrote). Die Hirten besaßen offenbar häufiger auch kleine Gefäße aus Holz, die bruchfester waren als Tongefäße. Auf einigen Inseln setzten die Ureinwohner an den Eingangsmauern der Höhlen und an den Häusern Türrahmen und Türen aus Holz ein. Für den Transport und die endgültige Lagerung der Leichname innerhalb der Beisetzungsstätte wurden gelegentlich Bahren (spanisch Chajasco) aus Holz verwendet. In eine Bahre, die im Hoyo de los Muertos auf El Hierro gefunden wurde, sind 13 Zeichen eingeritzt, die sich auch in Felsinschriften auf den Kanarischen Inseln finden.

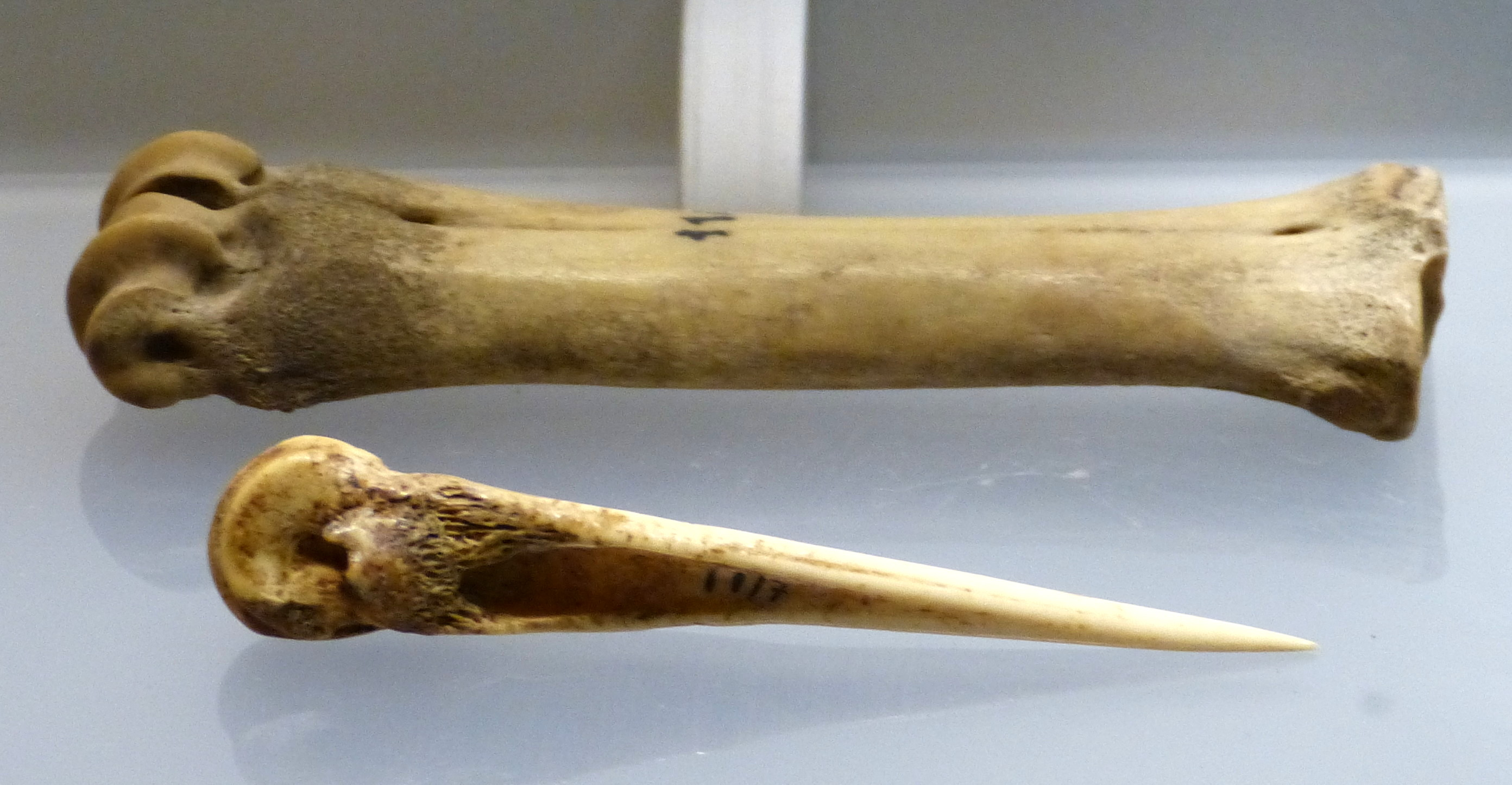
Ahle aus Knochen im Museo de Naturaleza y Arqueología

### Knochen

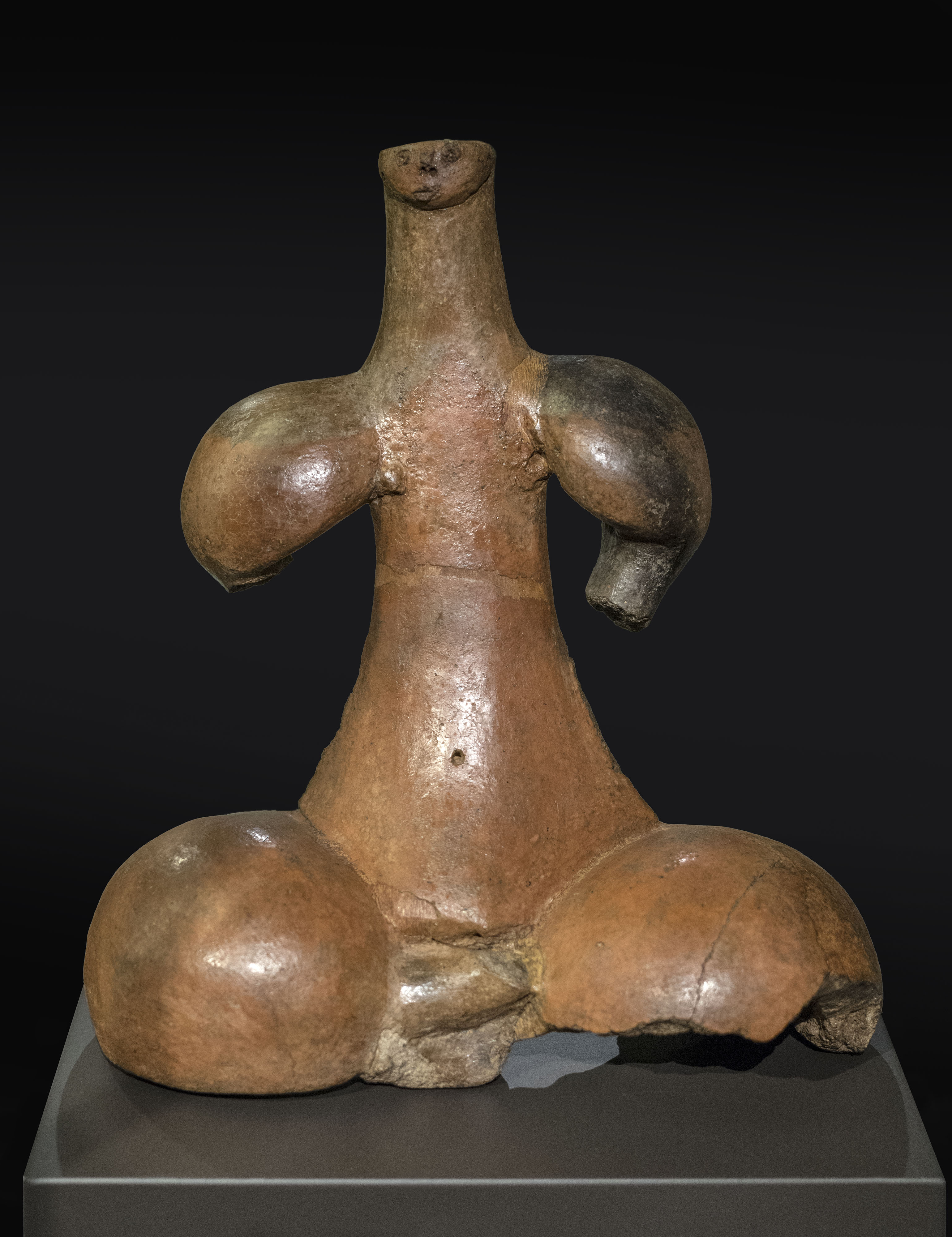
Ídolo de Tara oder Ídolo de Chil

Die Ureinwohner aller Inseln verwendeten Knochen von Haustieren und Vögeln sowie Fischgräten, um damit Werkzeuge und Schmuck herzustellen. Die am häufigsten gefundenen Werkzeuge aus Ziegenknochen waren 5 und 10 cm lange Ahlen, gelegentlich mit im Feuer gehärteten Spitzen. Sie wurden verwendet, um Ösen in Leder für die Bekleidung zu stechen oder um Muscheln und andere Weichtiere zu öffnen und essbare Teile aus den Schalen herauszuholen. Es wurden auch aus Knochen hergestellte Angelhaken gefunden. Die Verzierung der Tonobjekte geschah mit aus Knochen gefertigten, in besondere Formen geschliffenen Spachtel. Dem Schmuck aus Knochen von Ziegen und Vögeln wurde vermutlich eine magische Wirkung zugeschrieben.

## Plastiken und Skulpturen

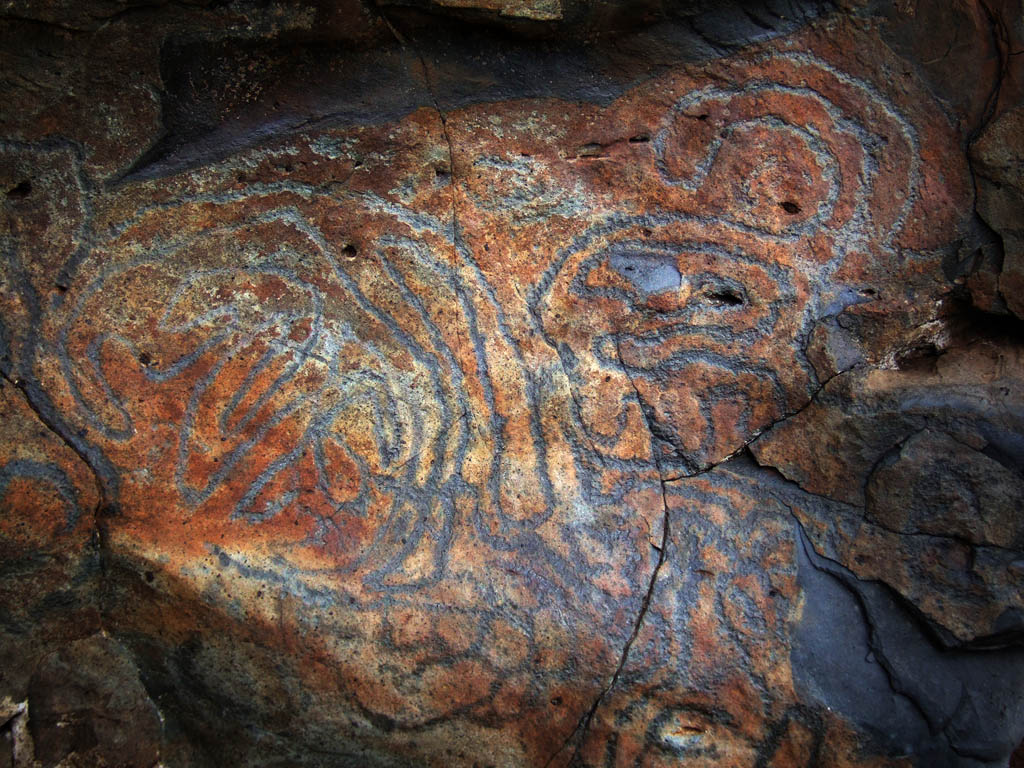
Petroglyphen in der Höhle von Belmaco

Auf verschiedenen Inseln wurden kleine Plastiken aus gebranntem Ton und Skulpturen aus Stein gefunden. Bei den anthropomorphen Darstellungen wird zwischen weiblichen, männlichen, bisexuellen und asexuellen Figuren unterschieden. Einige zoomorphe Figuren stellen Vögel, Schweine und Hunde dar. Bei anderen werden Schildkröten und Insekten als Motive angenommen. Die kleinen Plastiken aus Stein oder gebranntem Ton waren in den Kulturen der verschiedenen Inseln mit religiösen Vorstellungen und Handlungen verbunden, z. B. mit Fruchtbarkeitsriten oder einem Ahnenkult. Eine weitere Aufgabe der Figuren könnte darin bestanden haben, bösartige Wesen abzuschrecken. Es ist möglich, dass Objekte von geringer Größe, die kaum einige Zentimeter erreichten, Amulette waren, die von Männern und Frauen als Anhänger getragen wurden. Trotz ihrer schlichten Machart ist bei einigen Figuren auch die künstlerische Bedeutung zu berücksichtigen. Es gab sicher ein Interesse der Hersteller an der Schaffung schöner Gegenstände. Das wird z. B. für das Ídolo de Chil oder das Ídolo de Zonzamas angenommen.

## Felsbilder und Felsinschriften
Auf allen Kanarischen Inseln gibt es Felsbilder aus der Zeit der Altkanarier. Wandmalereien, d. h. auf die Wand aufgebrachte Farbmittel, wurden bisher nur auf Gran Canaria gefunden. Die Petroglyphen, die die Altkanarier in die Felsen geschlagen haben, zeigen zum Teil großflächig geometrische Muster oder figurative Darstellungen. Auf allen Inseln haben die Ureinwohner Felsinschriften hinterlassen. Die Schriftzeichen werden zur Gruppe der libysch-berberischen Schriften gezählt und haben große Ähnlichkeit mit den Schriftzeichen, wie sie auch auf alten Inschriften in Nordtunesien und Nordostalgerien gefunden wurden.

## Verschwinden der Altkanarier als wahrnehmbare Ethnien
Das Ende der kriegerischen Auseinandersetzungen auf den Kanarischen Inseln durch den Abschluss der Eroberung der Insel Teneriffa im Jahr 1496 bedeuteten das Ende der ursprünglichen Gesellschaften der Altkanarier. Dies verursachte nicht das komplette physische Verschwinden der Ureinwohner, sondern die Beseitigung ihrer politisch-militärischen Einrichtungen, die Auflösung ihrer sozialen Beziehungen und der von der Abgeschiedenheit der einzelnen Inseln geprägten Wirtschaften.
Für die Zeit des Beginns Unterwerfung der Kanarischen Inseln, in den ersten Jahren des 15. Jahrhunderts, kommen verschiedene Schätzungen auf eine Bevölkerung von etwa 100.000 Personen auf der gesamten Inselgruppe. Durch die Verschleppung als Sklaven nach Europa und Nordafrika, durch die Tötungen im Verlauf von militärischen Angriffen, durch Krankheiten, die vermutlich durch die Eroberer eingeschleppt wurden, und durch die Verschlechterung der allgemeinen Lebensbedingungen wurde die Zahl der Altkanarier im Verlauf des 15. Jahrhunderts stark vermindert. Ein Bericht der Inquisition aus dem Jahr 1504 schätzte die Bevölkerung der Ureinwohner auf der gesamten Inselgruppe auf 1.200 Familien. Man rechnet daher mit einer Zahl von 7.000 Bewohnern. Daraus ergibt sich, dass das Maß der Vernichtung der Urbevölkerung im Verlauf des 15. Jahrhunderts zwischen 90 und 95 % lag.
Alleine durch diesen Bevölkerungsverlust brachen die sozialen, wirtschaftlichen und sonstigen kulturellen Verhältnisse zusammen. Durch die Taufe und den Zwang, die kastilische Sprache zu sprechen, wurden nahezu alle Verbindungen zur Vergangenheit der Altkanarier vernichtet. Sie bildeten, im Bezug auf die Herkunft, die größte Gruppe der neu entstehenden kanarischen Gesellschaft. Diese Gesellschaft setzte sich aus Personen zusammen, die aus Kastilien, Portugal, einigen anderen Ländern der Iberischen Halbinsel und Europas kamen. Darüber hinaus wurde eine große Anzahl von Berbern und Schwarzafrikanern als Sklaven auf die Inseln gebracht. Maßgebend für die Stellung einer Person in dieser neu entstehenden Gesellschaft war nicht ihre örtliche, sondern ihre soziale Herkunft. Daher befanden sich Altkanarier und ihre Nachkommen, die bei der Landverteilung berücksichtigt worden waren, in der Gruppe der Landbesitzer. Einigen wurde die Anrede „Don“ zugebilligt, die in Kastilien nur Adeligen zukam. Andere wurden, mit einer entsprechenden Dispens, weil ihre Eltern keine Christen waren, Kleriker. Der größte Teil der ehemaligen Altkanarier war aber den Gruppen der Kleinbauern und Hirten zuzurechnen.
Im Rahmen des Akkulturationsprozesses, den die Ureinwohner Teneriffas durchmachten, kann man den Weg von einer ethnischen Identität zu einer Klassenidentität feststellen. Die Assimilation, die die Guanchen als Ergebnis ihres Zusammenlebens mit den Europäern seit dem 15. Jahrhundert, aber grundlegend seit dem Beginn des 16. Jahrhunderts erhielten, verhinderte die Ausprägung eines ethnischen Selbstbewusstseins, das sie als besondere Gruppe vom Rest der neuen Siedler der Insel unterschied. Diese Aussage im Bezug auf die Einwohner Teneriffas, der Insel mit der größten Anzahl von Landzuteilungen an Ureinwohner, lässt sich auf die anderen Inseln übertragen.